# Peter Lux
Peter Lux (* 4. Oktober 1962 in Salzgitter) ist ein ehemaliger deutscher Fußballspieler und heutiger -trainer. Er war der erste Fußballer, der 1990 nach dem Mauerfall von Westdeutschland nach Ostdeutschland wechselte.

## Spielerkarriere
Der Defensivspieler Lux durchlief die Jugendabteilungen der Vereine Union und Sportfreunde aus dem niedersächsischen Salzgitter, bis er 1979 zum Bundesligisten Eintracht Braunschweig wechselte. Binnen zwei Jahren in den Jugendabteilungen der Eintracht, während denen die Braunschweiger Herrenmannschaft 1979/80 in die 2. Bundesliga abstieg und 1980/81 den direkten Wiederaufstieg erreichte, gelang Lux der Übergang vom Jugend- in den Herrenbereich.
Mit seiner Einwechslung am zweiten Spieltag der Saison 1981/82 debütierte Lux in der höchsten deutschen Spielklasse und konnte bereits bei seinem zweiten Einsatz am zwölften Saison-Spieltag sein erstes Bundesliga-Tor erzielen. Insgesamt kam er während der Saison auf 15 Einsätze für die Braunschweiger, die schließlich den elften Platz der Abschlusstabelle belegten. Auch in der Saison 1982/83, in welcher Braunschweig als fünfzehnter der Abschlusstabelle den erneuten Abstieg nur knapp vermeiden konnte, konnte sich Lux keinen Stammplatz in seiner Mannschaft erarbeiten und absolvierte lediglich 14 torlose Einsätze in der Bundesliga. In der Folgesaison 1983/84 gehörte Lux jedoch mit 32 Partien zu den Leistungsträgern der Eintracht und trug darüber hinaus mit acht erzielten Toren zum am Saisonende erreichten neunten Tabellenplatz bei.
Durch seine Leistungen in der Bundesliga hatte sich Lux auch für insgesamt fünf Einsätze in der Olympiamannschaft des Deutschen Fußball-Bundes empfehlen können, die – obwohl ursprünglich nicht qualifiziert – wegen des Boykotts der Staaten des Warschauer Paktes dennoch an den Olympischen Spielen 1984 in Los Angeles teilnahm. Dabei wurde Lux in den für Deutschland siegreichen Vorrundenspielen gegen Saudi-Arabien und Marokko eingesetzt, die Mannschaft schied jedoch ohne Lux’ Beteiligung im Viertelfinale aus. Im September 1984 wurde Lux auch vom neu eingesetzten Teamchef Franz Beckenbauer für dessen erstes Spiel mit der Nationalmannschaft in Düsseldorf gegen Argentinien (1:3) nominiert, kam für das DFB-Team jedoch nicht zum Einsatz.
1984/85 lief Lux in weiteren 27 Bundesliga-Partien für Braunschweig auf und erzielte dabei sechs Tore, musste am Saisonende aber den Abstieg seiner Mannschaft als Tabellenletzter hinnehmen, woraufhin er den Verein verließ und sich zur Saison 1985/86 dem Hamburger SV anschloss. Zwar gehörte Lux in seiner ersten Saison in Hamburg mit drei erzielten Toren in 32 Einsätzen zu den Leistungsträgern seiner Mannschaft, der HSV verpasste jedoch als siebter der Abschlusstabelle die internationalen Wettbewerbe. In der Folgesaison 1986/87 hingegen konnten die Vize-Meisterschaft und das DFB-Pokal-Finale 1987 vom Hamburger SV gewonnen werden. Lux hatte dabei neben dem Pokalfinale auch weitere 24 Einsätze in der Bundesliga bestritten, wurde vom HSV aber aus finanziellen Gründen an den Bundesliga-Konkurrenten SV Waldhof Mannheim abgegeben.
In Mannheim etablierte sich Lux umgehend als Leistungsträger, erzielte 1987/88 in 30 Einsätzen vier Tore und belegte mit Waldhof schließlich den sechzehnten Tabellenrang, welcher den Verein zu zwei Relegationsspielen gegen den Tabellendritten der zweiten Liga zwang. Gegen den SV Darmstadt 98 gelang in diesen Spielen ein 2:1-Heimsieg und eine 3:2-Auswärtsniederlage, woraufhin ein drittes Spiel auf neutralem Platz über den Ausgang der Relegation entschied. Dieses gewann Mannheim im Elfmeterschießen und konnte somit den Abstieg in die zweite Liga verhindern. In der Saison 1988/89 gelang der Klassenerhalt dagegen bereits frühzeitig durch den zwölften Platz der Abschlusstabelle, doch 1989/90 bedeutete der vorletzte Rang den direkten Abstieg Waldhofs. Dabei hatte Lux in der Abstiegssaison lediglich 24 Spiele absolviert und war dabei erstmals seit 1982/83 ohne Torerfolg geblieben.
Lux visierte daraufhin zunächst einen Wechsel zu seinem einstigen Jugendverein Eintracht Braunschweig an, ging dann aber zur Zeit der politischen Wende in der Deutschen Demokratischen Republik zum DDR-Oberligisten Dynamo Dresden. Er avancierte damit zum ersten Fußballer, der nach dem Mauerfall von Westdeutschland nach Ostdeutschland wechselte. Für Dresden absolvierte Lux daraufhin fünf Einsätze in der Hinrunde der Saison 1990/91, in der schließlich auch die Deutsche Wiedervereinigung erfolgte. Noch während des Jahres 1990 ging Lux allerdings zurück nach West-Deutschland, wo er nun doch erneut von Eintracht Braunschweig verpflichtet wurde. In den Spielzeiten 1990/91 und 1991/92 belegte Lux mit Braunschweig in der 2. Bundesliga Plätze im Mittelfeld der Tabelle und hatte sich insbesondere 1991/92 mit drei erzielten Toren in 23 Einsätzen in den Stammkader der Eintracht spielen können. Unstimmigkeiten mit dem Braunschweiger Trainer Uli Maslo führten jedoch dazu, dass Lux nur zu 13 Einsätzen in der Saison 1992/93 kam, in welcher die Eintracht in die drittklassige Fußball-Oberliga abstieg. Lux beendete daraufhin seine Karriere im Profibereich und ließ seine aktive Laufbahn beim niedersächsischen Verbandsligisten Wolfenbütteler SV ausklingen.

## Nach dem Profifußball
Im April 1995 wurde Lux Trainer des niedersächsischen Wolfenbütteler SV, welcher die Saison 1994/95 als Tabellenzweiter der fünftklassigen Verbandsliga abschloss. Mit Lux als Trainer wurde daraufhin in der Folgesaison 1995/96 die Meisterschaft der Verbandsliga und damit verbunden der Aufstieg in die viertklassige Oberliga erreicht. Lux blieb Trainer des Oberligisten bis November 1999, als er nach einem Streit über die Erwartungen der Vereinsführung von seinem Amt zurücktrat.
Ab 2000 war Lux als Golftrainer in der Region Wolfenbüttel tätig, wobei er ab 2003 auch wieder als Fußball-Trainer bei lokalen Vereinen arbeitete. Vom 14. Oktober 2008 bis zum 1. März 2014 war Lux erneut Trainer des inzwischen als MTV Wolfenbüttel firmierenden Wolfenbütteler SV.